# Günter Opitz (Mathematiker)
Günter Kurt Opitz, auch Günther Opitz (* 24. Februar 1921 in Dresden; † 29. September 1991 ebenda), war ein deutscher Mathematiker und Hochschullehrer.

## Leben und Wirken
Nach dem Schulbesuch und der Ablegung des Abiturs an der Dreikönigsschule in Dresden 1939 studierte er Mathematik und Physik und promovierte 1949 zum Dr.-Ing. 1957 wurde er mit der Wahrnehmung einer Professur an der Technischen Hochschule in Dresden, die später zur Technischen Universität umgewandelt wurde, beauftragt. Seit 1946 war er an dieser Einrichtung. Er wurde stellvertretender Direktor des Instituts für Mathematische Statistik, dessen Leitung er nach dem Ausscheiden Heinrichs 1957 bis 1964 kommissarisch übernahm und lehrte nach der 1960 erfolgten Habilitation bis 1981. 1972 hatte er die Leitung des Wissensbereichs Numerische Mathematik übernommen.